# Roerdaldam
De Roerdaldam (Rurtalsperre Schwammenauel) is een dam in de Roer bij het Duitse stadje Heimbach. Deze stuwdam is gebouwd voor het reguleren van de waterstand in de benedenloop van de Roer en voor het opwekken van stroom door middel van een waterkrachtcentrale.
De dam is gebouwd tussen 1934 en 1938. In 1939 werd hij in gebruik genomen. De dam is gemaakt van stenen en grond, waartussen zich leem bevindt.
Tegen het einde van de Tweede Wereldoorlog lag de Roer in het frontgebied tussen de Duitse troepen en de geallieerde troepen. Op 10 februari 1945 saboteerden Duitse troepen de afsluiters van de dam, zodat het stuwmeer leegliep. Hierdoor ontstond benedenstrooms in de Roer hoogwater waardoor de geallieerde Operatie Grenade twee weken vertraging opliep. Tussen 1955 en 1959 is de dam verhoogd met twintig meter tot de huidige 77 meter boven de oude bedding van de rivier. Daarmee werd het oppervlak van het Roermeer aanzienlijk uitgebreid, tot aan het stadje Einruhr toe. Het prijsgeven van land, inclusief boerderijen en woonhuizen, stuitte aanvankelijk op fel verzet. 

## Het stuwmeer

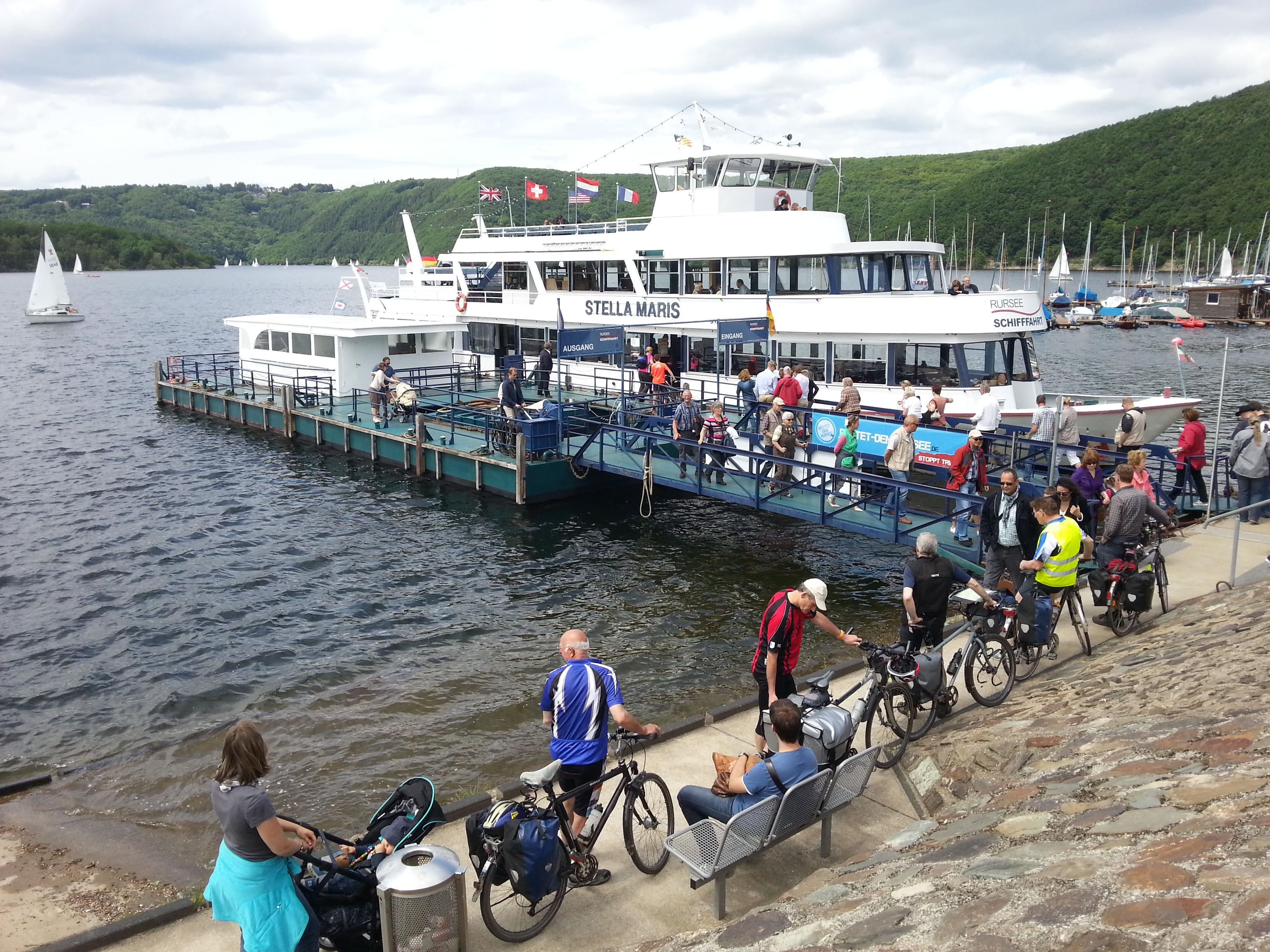
Het passagiersschip Stella Maris van de Rurseeschifffahrt in Schwammenauel.

Het stuwmeer voor de dam is bijna acht vierkante kilometer groot. Het meer kan maximaal 200 miljoen kubieke meter water bevatten. In het midden van het meer ligt het eiland Eichert. De vegetatie op dit eiland bestaat bijna geheel uit bos. Het hoogste punt van het eiland ligt op 36 meter boven het waterpeil van het stuwmeer.

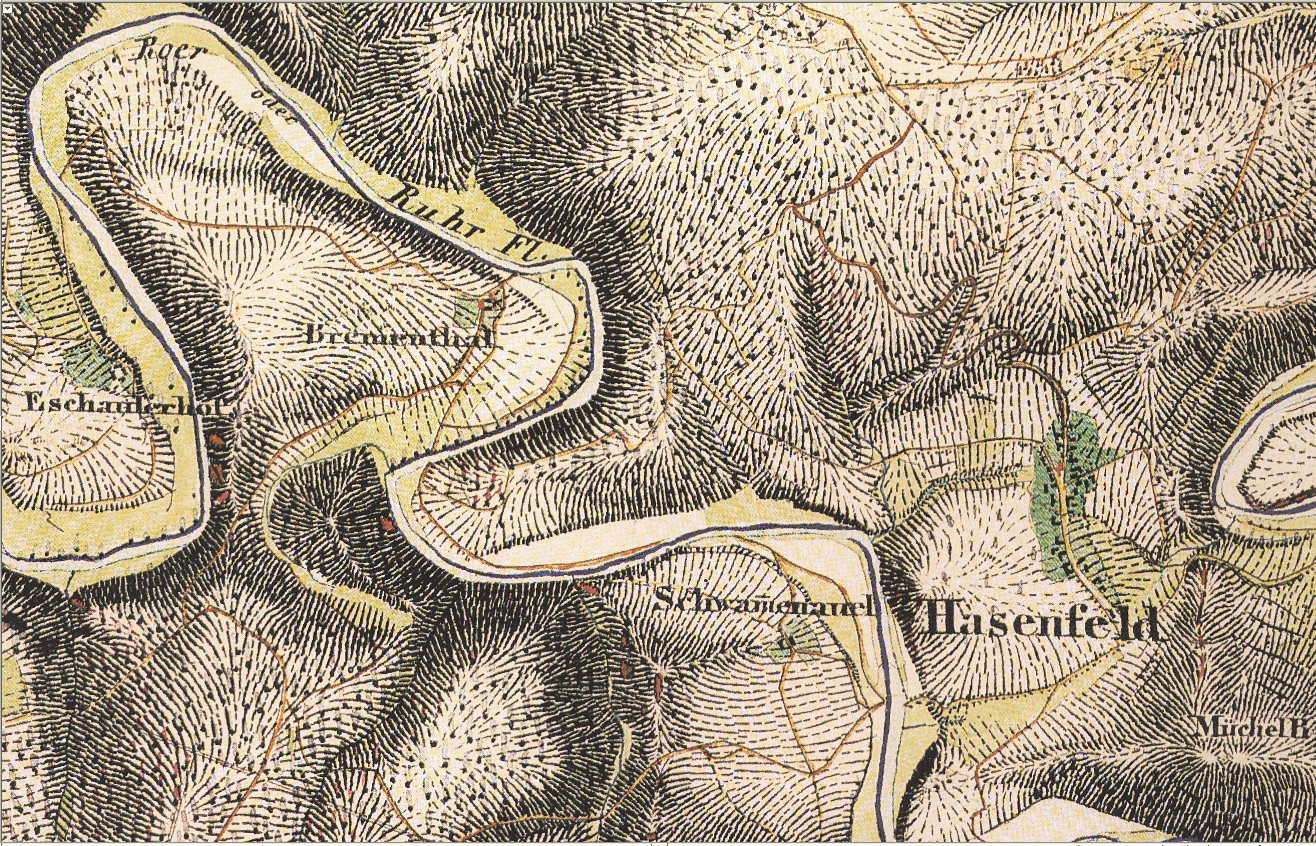
Schwammenauel voor de afdamming van de Roer